# Blithfield Hall

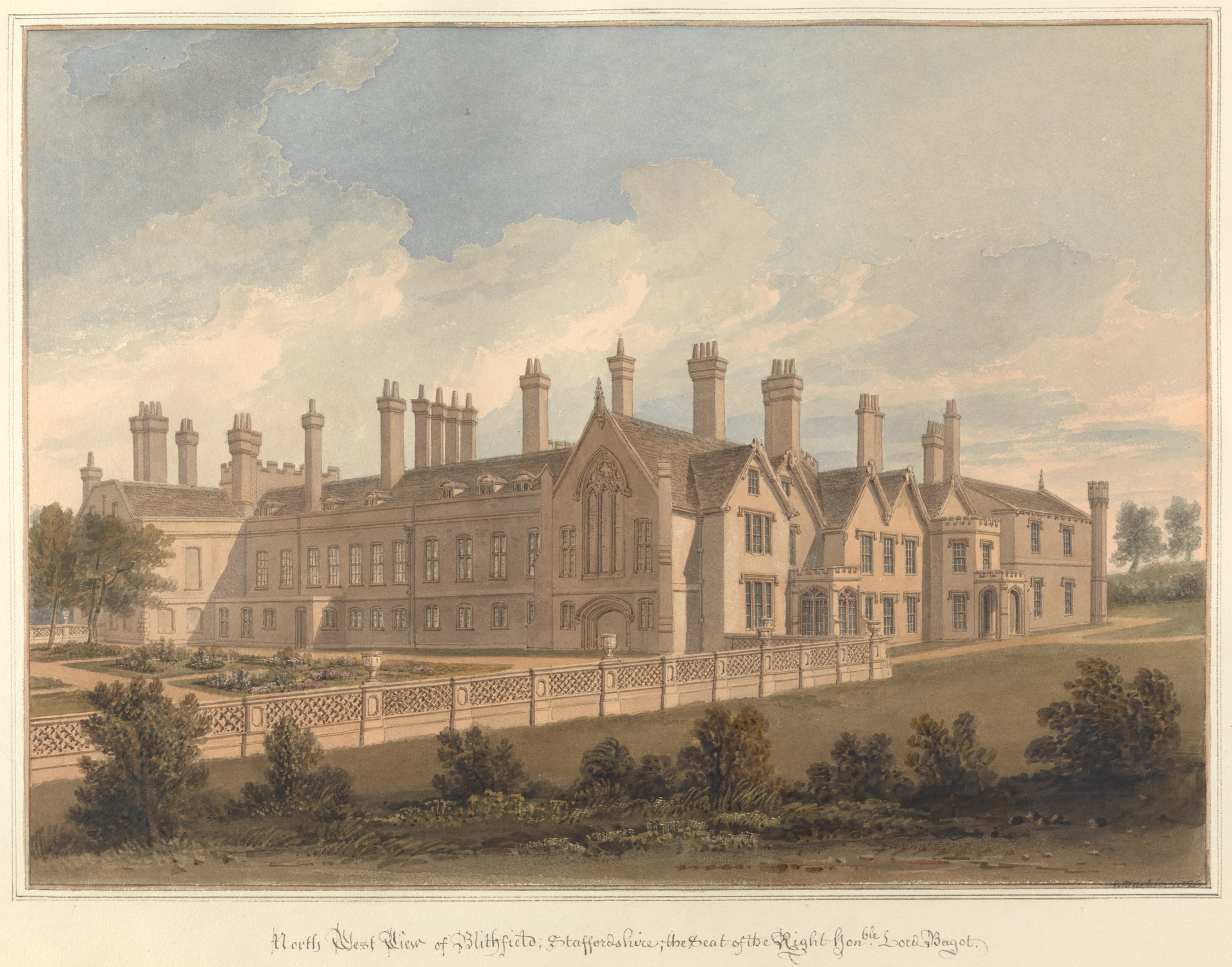
Blithfield Hall von John Buckler, Gemälde von John Chessell Buckler.

Blithfield Hall (lokal Bliffield ausgesprochen) ist ein Landhaus etwa 14 km östlich von Stafford, etwa 11 km südwestlich von Uttoxeter und etwa 8 km nördlich von Rugeley in der englischen Grafschaft Staffordshire. English Heritage hat das Haus in privater Hand als historisches Bauwerk I. Grades gelistet.

## Geschichte
Das Landhaus mit seinen mit Zinnen versehenen Türmen und Mauern war seit Ende des 14. Jahrhunderts der Sitz der Familie Bagot. Das heutige Gebäude ist hauptsächlich in elisabethanischem Stil errichtet, besitzt aber eine neugotische Fassade, die in den 1820er-Jahren, vermutlich nach Plänen von John Buckler, angebracht wurde.
1945 wurde das Landhaus in vernachlässigtem und verfallenem Zustand von seinem damaligen Besitzer, Gerald Bagor, 5. Baron Bagot, zusammen mit seinem 260 Hektar großen Grundstück an die South Staffordshire Waterworks Company verkauft, die einen Stausee bauen wollte (1953 fertiggestellt). Der 5. Baron starb 1946, nachdem er einen Großteil des Inhalts des Hauses verkauft hatte. Sein Vetter und Nachfolger, Caryl Bagot, 6. Baron Bagot, kaufte das Anwesen zusammen mit 12 Hektar Land wieder von den Wasserwerken zurück und ließ mit umfangreichen Renovierungs- und Restaurierungsarbeiten beginnen.
Im September 1959 ließ Lord Bagot Blithfield Hall in einer Auktion im Shrewsbury Arms in Rugeley versteigern. Das Anwesen erbrachte £ 12.000 (Wert 2011: £ 230.000) und seine Gattin, Nancy Lady Bagot kaufte es.
Der 6. Baron starb 1961. 1986 wurde das Landhaus in vier separate Häuser aufgeteilt. Der Hauptteil mit dem Rittersaal gehört dem Bagot Jewitt Trust. Die Familie Bagot-Jewitt wohnt immer noch dort.

## Sonstiges
Jedes Jahr besuchen Bewohner des nahegelegenen Dorfes Abbots Bromley an einem Montag Anfang September das Landhaus, um den Abbots Bromley Horn Dance aufzuführen.

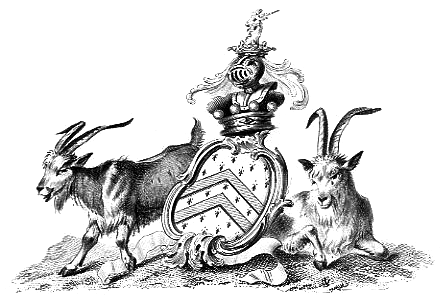
Wappen der Barone Bagot mit der Bagot-Geiß.

Blithfield Hall ist für eine Ziegenrasse, die Bagot-Geiß, bekannt. Ein Teil der Gemeinde namens Bagot's Bromley hat ihren Namen von der Familie, der das Landhaus seit 1360 gehört. Bagot's Wood, Rest des früheren Needwood Forest, hat seinen Namen ebenfalls von den Bagots.